# Total Drama Revenge of the Island
Total Drama Revenge of the Island er fjerde sæson af realityshowet Total Drama.
I denne sæson skal 13 nye deltagere erstatte de gamle deltagere.
Næste sæson kommer til at hedde Total Drama Sæson 5 (foreløbig arbejdstitel) og kommer i 2012. Præmien er 1 million dollars, og der er ingen belønninger. Denne besøger det camp wawanakwa som denne gang er radioaktiv. Holdene hedder Mutant Maddiker og Radioaktive Rotter. I Danmark havde serien premiere den 5. marts 2012, og finalen blev sendt den 21. marts 2012. Canada kørte serien fra den 5. januar til den 12. april, og den har premiere i USA til sommer. Frankrig var det første land, der sendte serien. Det gjorde de fra den 21. december 2011 til den 29. december 2011.
Tredje Sæson: Total Drama World Tour
Femte Sæson: Total Drama All-Stars
.

## Handling
Serien blev bestilt af Teletoon fra producenten, Fresh TV, Inc. Showet vil vende tilbage til Camp Wawanakwa, hvor det oprindeligt var i den første sæson, med en ny rollefordeling. Serien bygger på Total Drama Island, som er blevet solgt til ABC Australien, Canal Plus France, Cartoon Network Europa (censureret) og Jetix UK. Sæsonen vil have 13 deltagere (Cameron, Scott, Lightning, Sam, Brick, Mike, Anne Maria, Staci, Zoey, Dakota, Dawn, Jo,and B) og 13 afsnit. Total Drama Revenge of The Island kom til Danmark 5. marts 2012.

## Deltagere
| 13  | Staci      | Giftige Rotter | Startede Afsnit 1       | Elimineret Afsnit 1   | Hold      |
| N/A | Dakota     | Giftige Rotter | Startede Afsnit 1       | Elimineret Afsnit 2   | Hold      |
| 12  | B          | Giftige Rotter | Startede Afsnit 1       | Elimineret Afsnit 3   | Hold      |
| 11  | Dawn       | Giftige Rotter | Startede Afsnit 1       | Elimineret Afsnit 5   | Hold      |
| 10  | Sam        | Giftige Rotter | Startede Afsnit 1       | Elimineret Afsnit 6   | Hold      |
| 9   | Brick      | Giftige Rotter | Startede Afsnit 1       | Elimineret Afsnit 7   | Hold      |
| 8   | Anne Maria | Mutant Miderne | Startede Afsnit 1       | Elimineret Afsnit 7   | Hold      |
| 7   | Dakota     | Mutant Miderne | Vender Tilbage Afsnit 7 | Elimineret Afsnit 8   | Hold      |
| 6   | Mike       | Mutant Miderne | Startede Afsnit 1       | Elimineret Afsnit 9   | Sammensat |
| 5   | Jo         | Giftige Rotter | Startede Afsnit 1       | Elimineret Afsnit 10  | Sammensat |
| 4   | Scott      | Mutant Miderne | Startede Afsnit 1       | Elimineret Afsnit 11  | Sammensat |
| 3   | Zoey       | Mutant Miderne | Startede Afsnit 1       | Elimineret Afsnit 12  | Sammensat |
| 2   | Lynet      | Giftige Rotter | Startede Afsnit 1       | Anden Plads Afsnit 13 | Sammensat |
| 1   | Cameron    | Mutant Miderne | Startede Afsnit 1       | Vinder Afsnit 13      | Sammensat |

## Figurer
- Chris Mcclean
- Chef
- Lightning
- Scott (stim: Thomas Magnussen)
- Cameron (stim: Simon Nøiers)
- Sam
- Brick
- Mike
- Anne Maria
- Staci
- Zoey (stim: Trine Glud)
- Dakota
- Dawn
- Jo
- B
- Owen (cameo)
- Izzy (cameo)
- Bridgette (cameo)
- Lindsay (cameo)
- Ezekiel (cameo)
- Gwen (cameo)
- Duncan (cameo)
- Heather (cameo)
- DJ (cameo)

## Dansk version
- Studie: Dubberman

## Afslørelse
den nye sæson blev præsenteret i Total Drama Produktion Blog den 18. januar 2010. Titlen var ukendt, indtil den blev stadfæstet ved Christian Potenza i en YouTube video.

## Afsnit
- Bigger! Badder! Brutal-er![9] – Første episode afsløret af Christian Potenza og skrevet af Alex Ganetakos.
- Truth or Laser Shark
- Ice Ice Baby
- Finders Creepers
- Backstabbers Ahoy!
- Runaway Model
- A Mine Is a Terrible Thing to Waste
- The Treasure Island of Dr. McLean
- Grand Chef Auto
- Up, Up And Away In My Pitiful Balloon
- Eat, Puke and Be Wary
- The Enchanted Franken-Forest[10] – afsløret af Christian Potenza og skrevet af Laurie Elliot.
- Brain vs. Brain: The Ultimate Showdown (Titlen på Sæson Finalen)